# Pyrus elongata
Pyrus elongata là loài thực vật có hoa trong họ Hoa hồng. Loài này được (Rehder) Ashe miêu tả khoa học đầu tiên năm 1918.